# بين غارفيلد
بين غارفيلد (بالإنجليزية: Ben Garfield)‏ (18 أغسطس 1872 في المملكة المتحدة - 10 ديسمبر 1942 بكنت في المملكة المتحدة) هو لاعب كرة قدم بريطاني (وحمل سابقاً جنسية المملكة المتحدة لبريطانيا العظمى وأيرلندا) في مركز الهجوم. شارك مع منتخب إنجلترا لكرة القدم. أما مع النوادي، فقد لعب مع برايتون أند هوف ألبيون ووست بروميتش ألبيون ونادي كيترينغ تاون وBurton Wanderers F.C. ‏ وTunbridge Wells F.C. ‏.

## وصلات خارجية
- بين غارفيلد على موقع ناشيونال فوتبول تيمز (الإنجليزية)